# Krzysztof Wołk

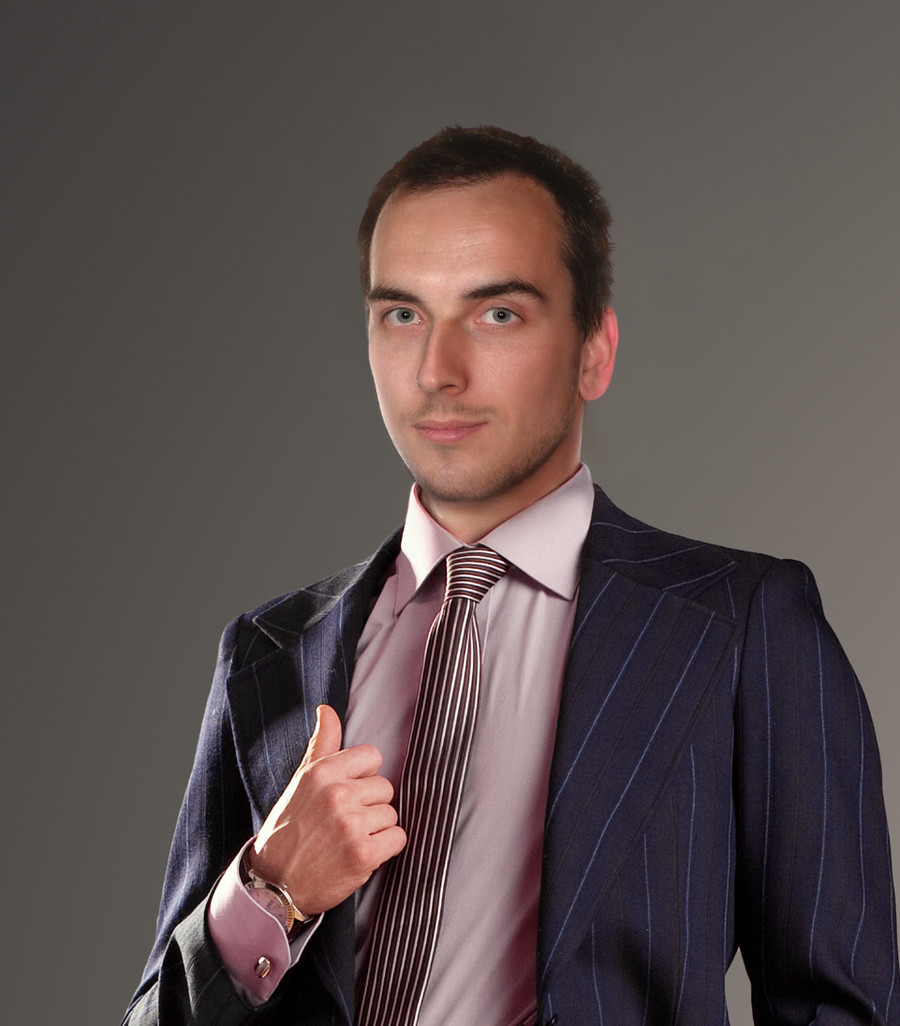
Krzysztof Wołk

Krzysztof Wołk (geboren im 20. Jahrhundert) ist ein polnischer Informatiker. Er befasst sich mit den Themen künstliche Intelligenz, maschinelles Lernen, mobile Applikationen, Computerlinguistik, Multimedia, NLP und Grafikprogramme.

## Leben und Werk
2016 wurde Wołk der Doktortitel an der Polnisch-Japanischen Akademie für Computertechniken Warszawa, Polen verliehen.
Aktuell arbeitet er als Forscher und Dozent an der Polnisch-Japanischen Akademie für Computertechniken (PJATK), Warschau.
Seine Forschungen  zu den Polnisch-Englischen Statistischen Methoden der Maschinellen Übersetzung wurden im Buch New Research in Multimedia and Internet Systems veröffentlicht.  Seine Forschungsergebnisse werden in der wissenschaftlichen Fachliteratur häufig zitiert.

## Mitgliedschaften
- Mitglied des wissenschaftlichen Komitees Health and Social Care Information Systems and Technologies (HCist), einer internationalen Konferenz, an der Universitätswissenschaftler, IT-Spezialisten im Gesundheitsbereich, Manager und Anbieter von IT-Lösungen aus der ganzen Welt teilnehmen[5].
- Mitglied der Scientific Committee-Reviewers at Research Conference in Technical Disciplines (RCITD) mit Sitz in der Slowakei.[6]

## Publikationen (Auswahl)
Wołk hat über 100 Zeitschriftenaufsätze und Beiträge zu Sammelwerken veröffentlicht, sowie einige Monographien, die bei LAP der OmniScriptum Publishing Group publiziert wurden.
Er gab Lehrbücher über Windows Server 2012, Mac OS X Server 10.8 und  MAC OS X Server 10.6 und 10.7 heraus.
- Building an Internet Radio System with Interdisciplinary factored system for automatic content recommendation. Lambert Academic Publ. ISBN 978-3-659-41584-5
- Designing and planning children oriented accessible applications for unsupervised and subconscious educational purposes. Lambert Academic Publ. ISBN 978-3-659-44859-1
- Applying Comparable Corpora to Machine Translation. Lambert Academic Publ. ISBN 978-3-659-76286-4